# Hubert de Lapparent
Pour les articles homonymes, voir Lapparent.
Hubert Cochon de Lapparent plus connu sous le nom de Hubert de Lapparent, né le 19 avril 1919 à Strasbourg et mort le 14 septembre 2021 à Paris, est un acteur français, principalement comédien de petits rôles.

## Biographie

### Origines familiales
Hubert Cochon de Lapparent est le fils de Jacques Cochon de Lapparent, géologue, professeur à la Sorbonne, pétrographe et minéralogiste, et de Marcelle Sainte-Claire Deville.
Du côté paternel, outre son père Jacques, il descend notamment du géologue de renom Albert Cochon de Lapparent. Il appartient à la branche cadette de la famille Cochon, originaire de La Rochelle, qui a été titrée comte sous le Premier Empire.
Du côté maternel, il descend de nombreux savants tels que Henri, Émile et Charles Sainte-Claire Deville. La famille Sainte-Claire Deville est originaire de Bergerac en Périgord.

### Carrière
Né à Strasbourg au sein d'une fratrie de dix enfants, il commence sa carrière théâtrale au conservatoire de cette même ville durant l'entre-deux-guerres. En 1940, il participe à la Résistance en rejoignant l'armée secrète à Albi. Durant la Libération, il rejoint la 1re Armée.
Après guerre, il est présenté au cinéaste Henri-Georges Clouzot, qui lui octroie un petit rôle dans Manon en 1948, et obtient son premier vrai rôle au cinéma dans Gervaise en 1955.
Il jouera au théâtre dans une cinquantaine de pièces et on le retrouvera à la télévision et dans de grands films du cinéma français, dont La Traversée de Paris (1956), L'Eau vive (1958), Paris brûle-t-il ? (1966), L'Armée des ombres ou encore Fantomas contre Scotland Yard (1967). Il fit aussi de nombreuses interventions à la radio.
Il prend sa retraite à la fin des années 1980 et pratique la sculpture jusqu'à ce qu'il perde la vue.
Il devient centenaire au 19 avril 2019.
A sa mort, le 14 septembre 2021 à Paris, à l'âge de 102 ans, Hubert de Lapparent est le doyen des acteurs français. Ses obsèques se tiennent au cimetière de Saucats (Gironde).

## Filmographie

### Cinéma
- 1948 : Manon de Henri-Georges Clouzot
- 1950 : L'Homme de la Jamaïque de Maurice de Canonge
- 1951 : Sans laisser d'adresse de Jean-Paul Le Chanois : Un infirmier
- 1951 : Agence matrimoniale de Jean-Paul Le Chanois
- 1951 : La Plus Belle Fille du monde de Christian Stengel
- 1952 : Cent francs par seconde de Jean Boyer : Le spectateur qui change de place
- 1953 : C'est... la vie parisienne d'Alfred Rode : Non crédité
- 1955 : Gervaise de René Clément : M. Lorilleux, le mari souffreteux
- 1955 : Les Hommes en blanc, de Ralph Habib : Un patient
- 1955 : Elena et les Hommes de Jean Renoir : Le policier en civil
- 1956 : Papa, maman, ma femme et moi de Jean-Paul Le Chanois : Le commissaire de la course cycliste
- 1956 : Trapèze de Carol Reed : Un photographe
- 1956 : Les Aventures d'Arsène Lupin de Jacques Becker : Le bijoutier
- 1956 : L'Eau vive de François Villiers : Le cultivateur
- 1956 : Mon curé chez les pauvres de Henri Diamant-Berger
- 1956 : Notre-Dame de Paris de Jean Delannoy : Guillaume de Harancourt
- 1956 : La Polka des menottes de Raoul André : L'agent dans la rue
- 1956 : La Traversée de Paris de Claude Autant-Lara : L'otage nerveux
- 1957 : Les Vendanges - The vintage de Jeffrey Hayden : M. Berger
- 1957 : La Garçonne de Jacqueline Audry : Jean Cocteau
- 1957 : Maigret tend un piège de Jean Delannoy : Le juge Coméliau
- 1957 : Paris Music Hall de Stany Cordier
- 1957 : Le Temps des œufs durs de Norbert Carbonnaux : Le serveur de la brasserie
- 1957 : Une Parisienne de Michel Boisrond : L’huissier de la Présidence
- 1957 : En cas de malheur de Claude Autant-Lara : L'avocat de Blondel
- 1958 : Gigi, de Vincente Minnelli : Un invité chez Maxim’s
- 1958 : Le Miroir à deux faces d'André Cayatte : L'employé des annonces
- 1958 : Le Petit Prof de Carlo Rim : Un Mouriot
- 1958 : Les Tripes au soleil de Claude Bernard-Aubert
- 1959 : La Bête à l'affût de Pierre Chenal : Un acheteur à la vente
- 1959 : Merci Natercia de Pierre Kast
- 1959 : Signé Arsène Lupin de Yves Robert : Le consul de France à Florence
- 1960 : Recours en grâce de László Benedek : Octave
- 1960 : Le Mouton de Pierre Chevalier : Le préposé à l'habillement à la prison
- 1960 : L'Ours d'Edmond Séchan : L'élève gardien de zoo
- 1961 : Au cœur de la ville de Pierre Gautherin
- 1961 : La Vérité d'Henri-Georges Clouzot : Le Greffier
- 1961 : Par-dessus le mur de Jean-Paul Le Chanois : Un voisin
- 1961 : La Princesse de Clèves de Jean Delannoy : Ambroise Paré
- 1961 : Les Trois Mousquetaires de Bernard Borderie : Le chancelier Pierre Séguier, dans la première époque : Les Ferrets de la reine
- 1962 : Arsène Lupin contre Arsène Lupin d'Édouard Molinaro : Le croque-mort
- 1962 : L'Empire de la nuit de Pierre Grimblat
- 1963 : Le Jour et l'Heure de René Clément : Le procureur Jasseron
- 1963 : Du grabuge chez les veuves de Jacques Poitrenaud : Guillaume Valmont, le pharmacien assassiné
- 1963 : Laissez tirer les tireurs de Guy Lefranc : Jourdan
- 1964 : La Bonne Occase de Michel Drach : Strasbourg
- 1964 : Ces dames s'en mêlent de Raoul André : Alfred
- 1965 : L'Enfer d'Henri-Georges Clouzot (film resté inachevé) : M. Pimoiseau
- 1965 : L'Or du duc de Jacques Baratier et Bernard Toublanc-Michel : Le vrai comte du Tellac
- 1966 : Paris brûle-t-il ? de René Clément : L'huissier
- 1966 : Trois enfants dans le désordre de Léo Joannon : Simonet
- 1966 : Un idiot à Paris de Serge Korber : L'inspecteur de police Plingeon
- 1967 : Fantomas contre Scotland Yard d'André Hunebelle : Richard, un homme rançonné
- 1967 : Le Grand Bidule de Raoul André : Le consul
- 1968 : La Planète sauvage de René Laloux (dessin animé) : voix
- 1969 : L'Armée des ombres de Jean-Pierre Melville : Aubert, le pharmacien
- 1969 : Les Patates de Claude Autant-Lara : Bayochet
- 1973 : L'Affaire Dominici de Claude Bernard-Aubert : L'ancien résistant
- 1974 : Comme un pot de fraises de Jean Aurel : Le chef de la publicité
- 1979 : Les Joyeuses Colonies de vacances de Michel Gérard : Le châtelain

### Télévision
- 1954 : La Nuit d'Austerlitz de Stellio Lorenzi
- 1955 : Captain Gallant of the Foreign Legion (série) : Archard
- 1956 : Énigmes de l'histoire (série) : Ouroussoff / Solly Flood
- 1958, 1960-1961 : La caméra explore le temps (série) : Meyer / Gallet / Floyrans
- 1958 : En votre âme et conscience :  Les Traditions du moment ou l'Affaire Fualdès de Claude Barma
- 1961 : L'Amour des trois oranges de Pierre Badel (téléfilm) : Pantalon
- 1961 : Le Mariage (téléfilm) : La Doucette
- 1961, 1964 : Le Théâtre de la jeunesse (Série) : Le perruquier / Brass
- 1962-1963 : L'Inspecteur Leclerc enquête d'André Michel (série) : Me Fontaine
- 1963 : Les choses voient de André Pergament (téléfilm) : Pichereau
- 1964 : Rocambole de Jean-Pierre Decourt (série) : L'huissier
- 1964 : Cousine Bette (téléfilm) : Marneffe
- 1965 : Les Facéties du sapeur Camember (série) : Sgt. Bitur
- 1966 : Anatole (téléfilm) : Le valet de chambre
- 1966 : Rouletabille, feuilleton télévisé, épisode Rouletabille chez le Tsar de Jean-Charles Lagneau : Georgevitch
- 1967 : Lagardère de Jean-Pierre Decourt (série) : Le maître d'armes
- 1967 : Spéciale dernière (téléfilm) : Bensinger
- 1970 : Les Six Jours (téléfilm) : Le savant
- 1970 : Ne vous fâchez pas Imogène de Lazare Iglesis (téléfilm)
- 1971 : Robert Macaire (téléfilm, 1971) (téléfilm) de Pierre Bureau : Bertrand
- 1972 : Figaro-ci, Figaro-là (téléfilm) : Goetzman
- 1972 : L'homme qui revient de loin de Michel Wyn (série) : Basile
- 1972 : épisode Le comte de Lavalette de la série Les Évasions célèbres : Fouché
- 1973 : Fantasio de Roger Kahane (téléfilm) : Prince de Mantoue
- 1974 : Arsène Lupin (série) : Financier
- 1974 : Le Fol Amour Monsieur de Mirabeau (série) : M. de Monnier
- 1974 : Mais qu'est ce qui fait courir les femmes à Madrid ? (téléfilm) : Don Cesard D'Ibanez
- 1974-1975 et 1981 : Au théâtre ce soir (série) : Gouleste / Etéonus / Charles Dumont
- 1975 : Le Secret des dieux (série) : Pascal Bonnetage
- 1977 : Allez la rafale! (téléfilm) : Pépé Lavigne
- 1978 : Les Samedis de l'histoire : La banqueroute de Law (téléfilm) : L'abbé Dubois
- 1978 : Les Grandes Conjurations : Le tumulte d'Amboise (téléfilm) : Le chancelier de L'Hospital
- 1978 : Messieurs les ronds-de-cuir de Daniel Ceccaldi (téléfilm) : Bourdon
- 1979 : Les Insulaires (téléfilm) : Jousselin
- 1979 : Le Comte de Monte-Cristo de Denys de la Patellière (série) : L'employé du télégraphe de Montlhéry
- 1980 : Les Amours de la belle époque (série) : Gravoiseau
- 1980 : Fantômas de Claude Chabrol et Juan Luis Buñuel (série) : L'abbé Sicot
- 1981 : Les Amours des années folles (série) : Le joueur décavé
- 1981 : Novgorod (téléfilm) : Aboguine
- 1982 : Marion (série) : Rateau
- 1982 : La Nuit du général Boulanger (téléfilm) : Naquet
- 1982 : Malesherbes, avocat du roi (téléfilm) : De Montlosier
- 1982 : Le Fou du viaduc (téléfilm) : Le notaire
- 1982 : Madame S.O.S. (série) : Carreau
- 1984 : Marie Pervenche (série)
- 1984 : Irène et Fred de Roger Kahane (téléfilm)
- 1989 : The Saint: The Blue Dulac (téléfilm) : Brissonet
- 1989 : Série noire (série) : Le majordome
- 1989 : Le Vagabond de la Bastille (téléfilm) : L'ambassadeur
- 1991 : Riviera (série) : Victor
- 1993 : L'Affaire Seznec d'Yves Boisset (téléfilm) : L'expert

## Théâtre
- 1947 : Les Plaideurs de Racine, mise en scène André Reybaz, Centre dramatique de l'Est Colmar
- 1951 : Volpone de Stefan Zweig et Jules Romains d'après Ben Jonson, mise en scène Hubert Gignoux, Centre dramatique de l'Ouest
- 1956 : Marée basse de Jean Duvignaud, mise en scène Roger Blin, Théâtre des Noctambules
- 1958 : Les Murs de Palata d'Henri Viard, mise en scène Georges Douking, Théâtre du Vieux-Colombier
- 1959 : Tueur sans gages d'Eugène Ionesco, mise en scène José Quaglio, Théâtre Récamier
- 1960 : Les Cochons d'Inde d'Yves Jamiaque, mise en scène de l'auteur, Théâtre du Vieux-Colombier
- 1961 : Spéciale Dernière de Ben Hecht et Mac Arthur, mise en scène Pierre Mondy, Théâtre de la Renaissance
- 1963 : Don Bertrand de Cigarral de Thomas Corneille, mise en scène Francis Morane, Festival de Barentin
- 1965 : Le Goûter des généraux de Boris Vian, mise en scène François Maistre, Théâtre de la Gaîté-Montparnasse
- 1966 : La Polka des lapins de Tristan Bernard, mise en scène Nicole Anouilh, Théâtre Édouard VII
- 1973 : Mais qu'est-ce qui fait courir les femmes la nuit à Madrid ? d'après Pedro Calderón de la Barca, mise en scène Maurice Ducasse, Théâtre de l'Athénée
- 1979 : Un roi qu'a des malheurs de Rémo Forlani, mise en scène Maurice Risch, Théâtre La Bruyère
- 1982 : Le Nombril de Jean Anouilh, mise en scène Jean Anouilh et Roland Piétri, Tournée Karsenty-Herbert

## Discographie
- Alix l'intrépide, disque 33T, 1960 (série Alix) : voix d'Arbacès[5]